# Стафилин великолепный
Стафилин великолепный (лат. Staphylinus caesareus) — вид коротконадкрылых жуков рода Staphylinus из подсемейства Staphylininae.

## Описание
Коротконадкрылые жуки (17—25 мм). Основная окраска тела чёрная, надкрылья, усики и ноги красновато-коричневые. От близких видов отличаются следующими признаками: щиток чёрный, виски с жёлтым опушением, затылок густо, но не морщинисто пунктирован; базальная часть надкрылий чёрная; антенны одноцветные красновато-жёлтые или коричневые к кончику. По крайней мере 4-й и 5-й тергиты с каждой стороны с золотисто-жёлтым пятном волосков. Среднегрудь без киля, тазики средней пары ног сближены.

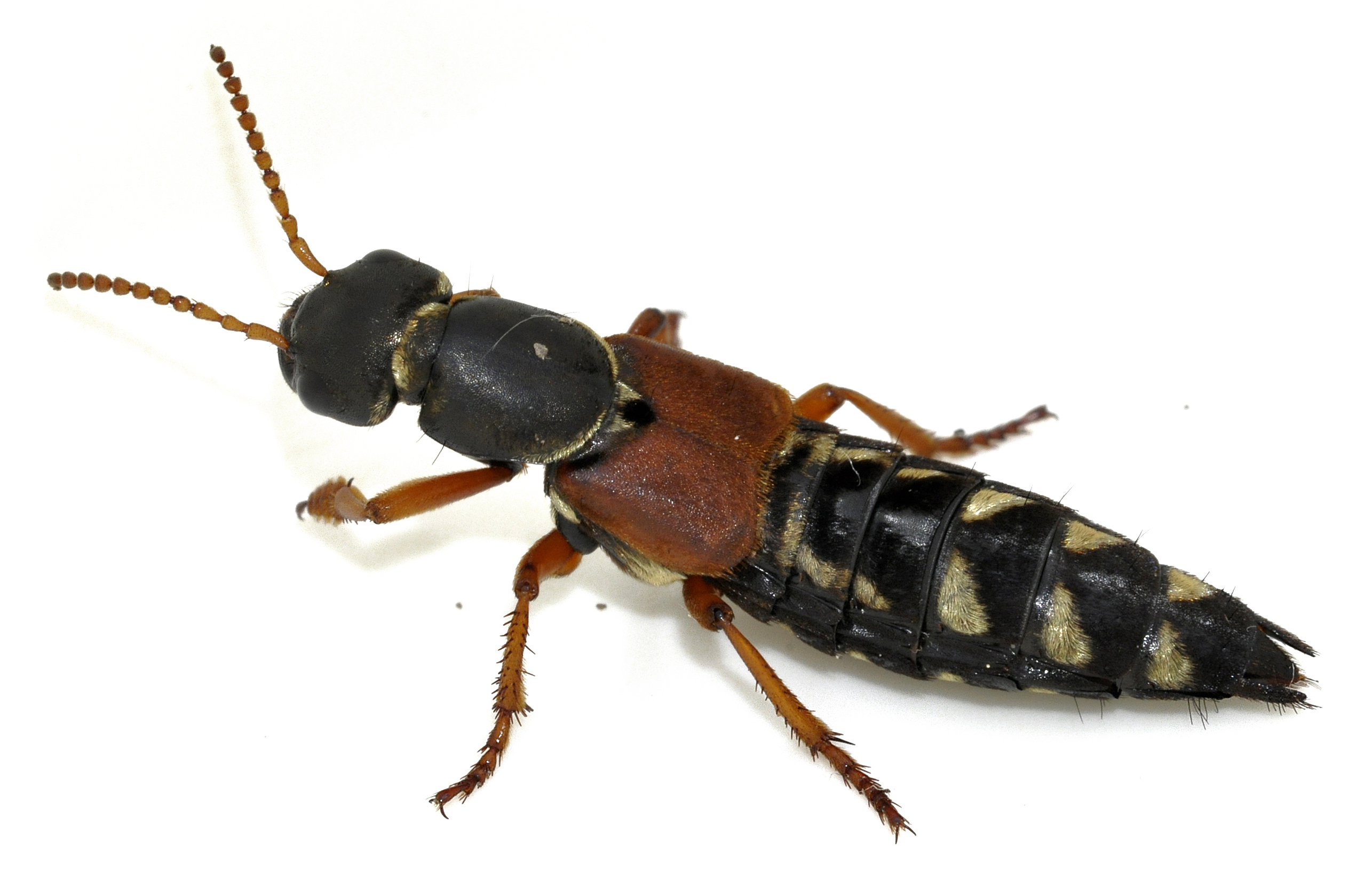
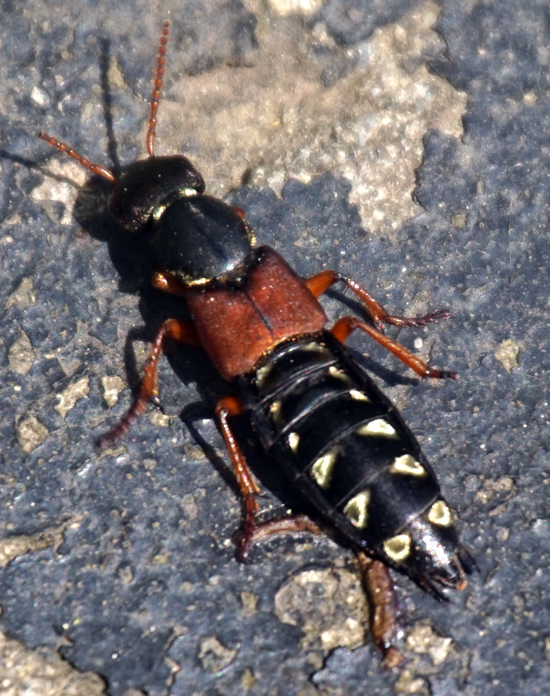

## Распространение
За исключением Португалии и Испании, этот вид встречается по всей Европе, кроме крайнего севера, и простирается на восток до Передней Азии (Турция, Ливан, Израиль, Сирия, Иран) и западной части России; также встречается на севере Африки (Алжир). Номинативный подвид встречается по всей Европе, а ssp. corporaali ограничен французскими и испанскими Пиренеями. На севере Европы отсутствует или редок. В Великобритании это очень редкое насекомое с широко разбросанными и часто прибрежными находками в Англии и Уэльсе, также он был зарегистрирован в Ирландии.

## Экология
Этот вид очень теплолюбив и, как правило, обитает на открытых лугах и болотах, особенно на склонах холмов, подверженных воздействию солнечных лучей, а в Центральной Европе он часто встречается на низких горных высотах, но в целом его регистрировали на окраинах лесов, дюнах и покрытых растительностью берегах. Взрослые особи встречаются круглый год, достигая пика численности с мая по июль, они активны в течение длительного сезона с ранней весны и часто регистрируются зимой, они хищнически питаются личинками мух и других насекомых и поэтому часто связаны с навозом и падалью, но также встречаются среди компоста и листовой подстилки и могут быть замечены на открытом воздухе в теплые солнечные дни. Спаривание происходит весной, яйца откладываются прямо в землю, личинки появляются через несколько дней, но большую часть времени они проводят под землей. Каждая личинка роет небольшую нору и остается там на протяжении большей части своей жизни, хищнически поедая муравьёв и других насекомых. Личинки проходят три возраста и полностью развиваются в течение двух-трёх месяцев, после чего окукливаются в подземной камере. В течение лета появляются имаго нового поколения, но они не размножаются, пока не перезимуют.